# Sisebut (władca Wizygotów)

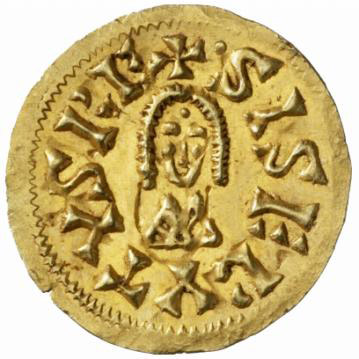
Złota moneta z napisem Sisebutus Rex

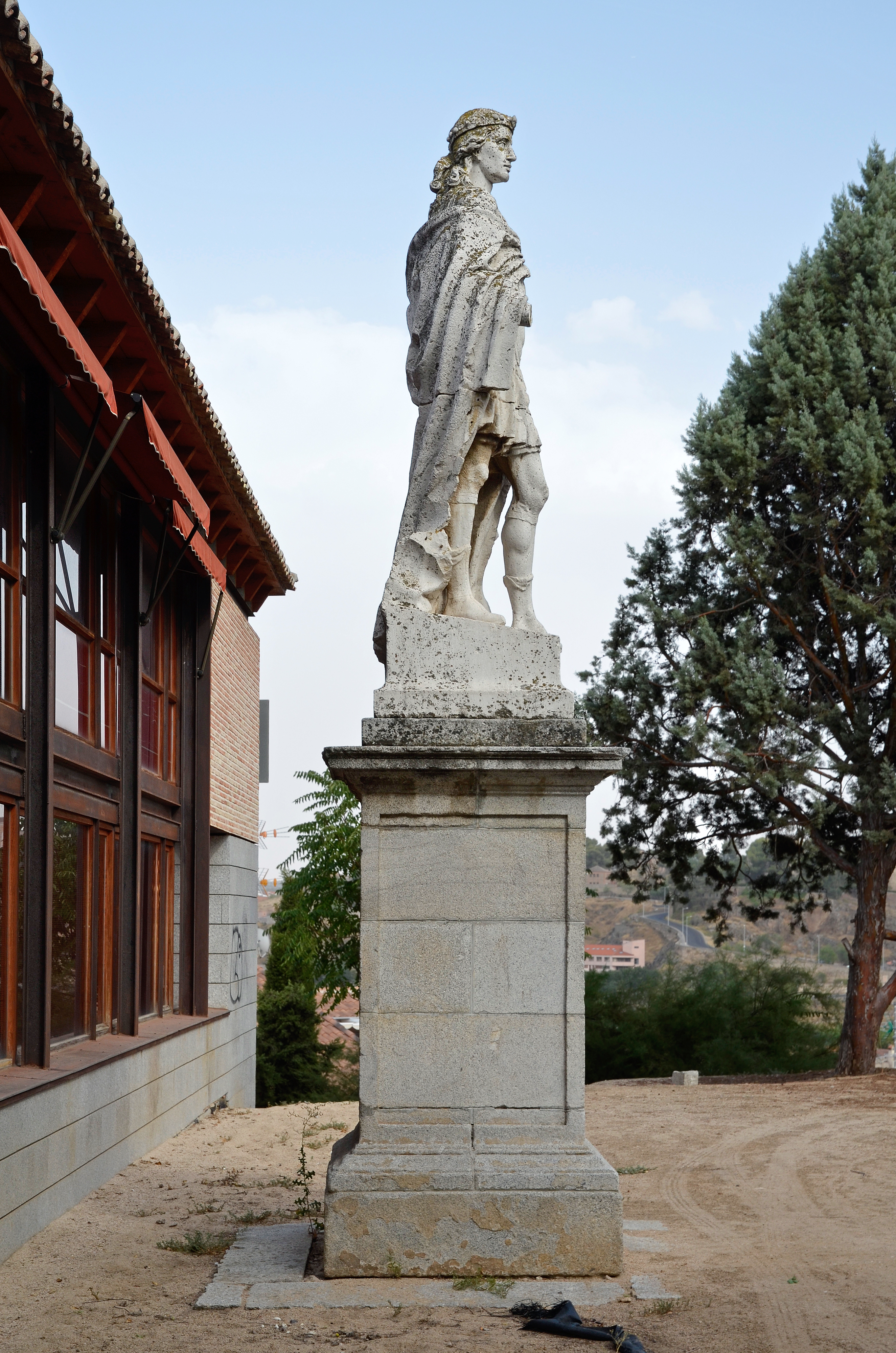
Sisebut - Toledo (Hiszpania).

Sisebut (ur. ?, zm. 621) – król Wizygotów w latach 612–621.
Sisebut prowadził wiele kampanii wojennych. Dwie z nich, przeciwko Bizantyńczykom uwieńczone podpisaniem korzystnego pokoju w 616, prowadził osobiście. Jego dowódcy stłumili powstanie w Asturii i pokonali Ruccones. Sisebut pokonał również księcia o imieniu Franco, dzięki czemu odzyskał Kantabrię, która, według kronikarza Fredegara, znajdowała się pod panowaniem frankijskim, co jest jednak mało prawdopodobne.
W Afryce pokonał Maurów i zdobył Ceutę oraz Tanger.
Sisebut wydał dekret, w którym nakazał ochrzcić wszystkich Żydów żyjących w królestwie. To postanowienie nie przysporzyło mu jednak popularności. Po jego śmierci zwołano w Toledo czwarty synod Kościoła Wizygockiego (633), na którym to obradowano o sposobach i skutkach cofnięcia tej decyzji. Skrytykowano przymusową zmianę wiary, lecz nie pozwolono ochrzczonym Żydom powrócić do swej wiary, gdyż sakrament chrztu jest nieodwracalny.
Sisebut wysłał do Adaloalda list, w którym zachęcał młodego króla Longobardów i jego matkę, która była regentką, do zdecydowanej walki z arianizmem.
Władca był aktywny na niwie literackiej i interesował się zagadnieniami naukowymi. Przyjaźnił się z Izydorem z Sewilli. Napisał traktat o zaćmieniach Słońca i Księżyca oraz żywot św. Dezyderiusza z Vienne.